# Ectropothecium aureum
Ectropothecium aureum är en bladmossart som beskrevs av Hugh Neville Dixon 1922. Ectropothecium aureum ingår i släktet Ectropothecium och familjen Hypnaceae. Inga underarter finns listade i Catalogue of Life.